# Petko Petkow (siatkarz)
Petko Petkow, bułg. Петко Петков (ur. 17 maja 1958 w Dimitrowgradzie) – bułgarski siatkarz, reprezentant kraju, srebrny medalista olimpijski (1980), medalista mistrzostw świata i Europy.
Podczas igrzysk w Moskwie w lipcu 1980 roku zdobył srebrny medal olimpijski w turnieju mężczyzn. Bułgarska reprezentacja zajęła wówczas drugie miejsce, przegrywając tylko z zespołem ze Związku Radzieckiego. Petkow wystąpił we wszystkich sześciu meczach – w fazie grupowej przeciwko Kubie (wygrana 3:1), Czechosłowacji (wygrana 3:0), Związkowi Radzieckiemu (przegrana 0:3) i Włochom (wygrana 3:1), w półfinale przeciwko Polsce (wygrana 3:0) i w finale ponownie przeciwko ZSRR (przegrana 1:3).
Wziął udział również w igrzyskach w Seulu w 1988 roku, podczas których bułgarski zespół zajął szóste miejsce w turnieju siatkówki. Petkow zaprezentował się w sześciu meczach – w fazie grupowej przeciwko ZSRR (przegrana 0:3), Brazylii (przegrana 1:3), Korei Południowej (wygrana 3:0) i Szwecji (przegrana 0:3) oraz w fazie pucharowej w meczach o miejsca 5–8 przeciwko Francji (wygrana 3:0) i Holandii (przegrana 0:3).
W 1981 roku w Bułgarii i w 1983 roku w NRD zdobył brązowe medale mistrzostw Europy.
W 1986 roku zdobył brązowy medal mistrzostw świata we Francji. Podczas tego turnieju był kapitanem reprezentacji Bułgarii.